# Equus hydruntinus
Equus hydruntinus — вымерший вид ослов среднего и позднего плейстоцена, обитал в Евразии. В позднем плейстоцене был распространён в Западной Евразии: на Ближнего Востока и в Европе, наибольшее распространение вдоль Средиземного моря. Останки осла найдены в Сицилии, Турции, Испании, Франции, Португалии. На востоке ареал растягивался до Волги и Ирана. Точное систематическое положение до сих пор не ясно, но генетический и морфологический анализ позволяют предположить, что европейский осёл тесно связан с куланом.